# Fehérvári Zoltán
Fehérvári Zoltán (Budapest, 1958. február 3. –) hídépítő mérnök, festőművész.

## Életpályája
Hídépítő mérnökként diplomázott, végül elkötelezte magát a festészet mellett. Alkotásait a Képcsarnok Vállalaton keresztül értékesítette 1985-től. 1987-ben közös kiállítása volt New Yorkban, 1988-ban magyar művészekkel közösen Londonban állított ki, majd több európai városban is szerepelt kiállításokon. Részt vett a Független Magyar Szalon kiállításain is. Közben képkereskedőknek dolgozott: részletgazdag, finoman megmunkált festményeit az USA-tól Franciaországig vásárolják. Festményei szerepeltek a 2005-ben a Dutka kiadó Hungarian Art on the World Auction Markets (1980–2004) 1000 magyar művészről kiadott aukciós katalógusában, valamint a nemzetközi Mayer aukciós katalógus évfolyamaiban. Nyaranta Nemesvitán alkot, a Balaton-felvidék egy csendes kis falujában a szőlőhegyek és a Keszthelyi-hegység erdőinek szomszédságában. Ez a táj ihleti legtöbb képét, amelyekben a térelemeket sajátos technikával ábrázolja. Munkáiban egyre nagyobb szerepet kap a festőkés.

## Külső hivatkozások
- http://fehervarizoltan.hu
- http://fehervarizoltan.uw.hu